# Monica Nevins
Monica A. Nevins (1973) é uma matemática canadense, que trabalha principalmente nas áreas de álgebra abstrata, teoria de representação, grupos algébricos e criptografia matemática.

## Formação e carreira
Nevins frequentou a escola em Val-d'Or, Quebec. Graduada pela Universidade de Ottawa em 1994, obteve um PhD em matemática no Instituto de Tecnologia de Massachusetts (MIT) em 1998, com a tese Admissible Nilpotent Coadjoint Orbits of p-adic Reductive Lie Groups, orientada por David Vogan.
Após pesquisas de pós-doutorado na Universidade de Alberta, foi professora da Universidade de Ottawa, onde foi promovida a full professor em 2014.

## Reconhecimento
Foi eleita fellow da Canadian Mathematical Society em 2019.